# Franz Franzewitsch Reineken
Franz Franzewitsch Reineken (* 27. Januar 1746 in Wyborg; † 7. Februar 1821 in Grothusenshof) war ein deutsch-baltischer Offizier in russischen Diensten, um 1784 Zivilgouverneur von Kamtschatka, ab 1802 Hofrat in Riga, und der Vater des Michael von Reineke.

## Herkunft und Familie
Franz Franzewitsch Reineken (oder Franz von Reiniken bzw. Reineke) war einer der zahlreichen Nachkommen (mindestens 11, oder gar 14 Kinder) des Justiz-, Kommerz- und Polizei-Bürgermeisters von Wyborg, Franz Reineken (* 6. August 1696 Walk; † 11. Januar 1760 in Grothusenshof), und dessen zweiter Ehefrau Anna Elisabeth Kiesel (* 1711; † 17. Oktober 1801 Grothusenshof). Er heiratete im April 1780 die Tochter eines russischen Artillerie-Kapitäns, Marfa Vasilievna Lepoffzew bzw. Lipovtsova (1764–1801), mit der er selber wiederum zahlreiche Kinder hatte, darunter den späteren Forscher und Vizeadmiral Michael von Reineke sowie den späteren Generalmajor Alexander Franzewitsch von Reineke.

## Aktive Militärkarriere
Nach Abschluss des Landkadettenkorps in St. Petersburg, war Franz Franzewitsch Reineken ab 1759 im Rostower Infanterieregiment und wurde im Krieg gegen die Türken an linker Schulter, Brust und rechtem Bein dreimalig verwundet. Er wurde schließlich 1777 als Sekonde-Major aus dem Armeedienst entlassen. Eventuell als Nachspiel einer etwaigen Verbannung oder zur Unterstützung der dortigen Militärgarnison gelangte er ab 1779 auf die Halbinsel Kamtschatka.

## Dienst als Kommandant in Kamtschatka

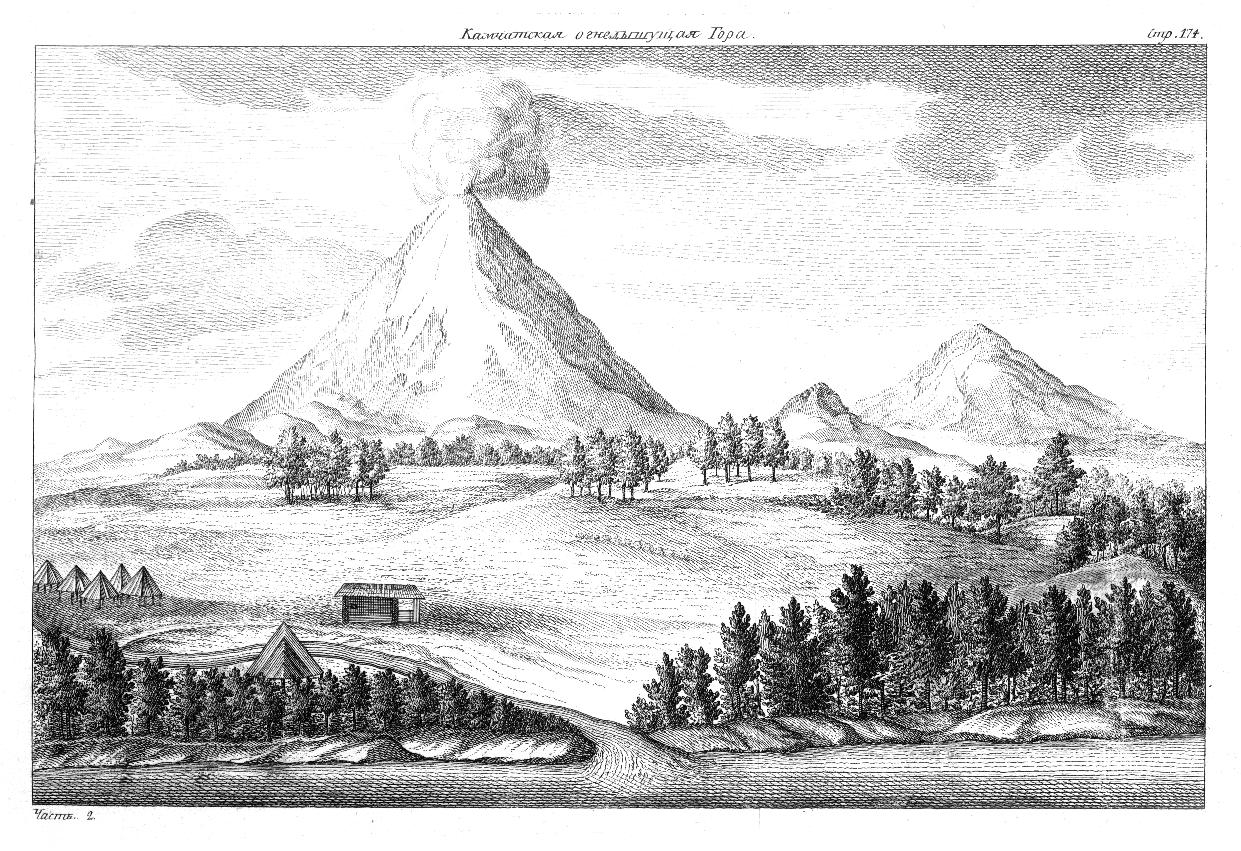
Illustration aus Krascheninnikows The history of Kamtschatka and the Kurilski Islands (1755)

Kommandant der Kamtschatka war von 12. Oktober 1773 bis 14. März 1779 der Major Matthäus (Matwei) Karpowitsch Böhm (selbstständiger Befehlshaber über alle drei kamtschatkischen Ostroge, die Festung Tigil und Ishiginsk, die Aleuten und Kurilen) gewesen, sodann der Kapitän Wassilij Schmalef, unterstellt dem Oberst Koslof Ogurin in Ochotsk, der dann selber auf kurze Zeit den Befehl über die Kamtschatka innehatte. Ab 1780, oder vielleicht richtiger 1781, am 11. September, wird Major Franz Franzewitsch Reineken zum Befehlshaber und Zivilgouverneur von Kamtschatka berufen, wo er in Bolscherezk und in Nischne-Kamtschatsk (1780 bis 1786) lebte. In seinem Amt war er mithin der eigentliche Gründer dieser Siedlungen durch Einrichtung einer effektiven Verwaltung, Polizeiwache und die Ernennung von Beamten, zumal die damaligen Einwohner zuvor eher frei in der Natur gelebt hatten. Reineken blieb als strenger Kommandant in Erinnerung und sein Hauptverdienst war die Einführung von Viehzucht und Ackerbau (vor allem Kartoffel- und Gemüseanbau) in dem ihm anvertrauten Gebiet. Die jährlichen Einnahmen betrugen 24.000 Rubel, wovon 523 verschiedene Beamte zu besolden waren. Reineken erneute den Ostrog Aklansk gegen die Tschuktschen und Korjaken. Das Land wurde 1783 in die Bezirke Aklansk und Nishne-Kamtschatsk aufgeteilt. 1784 wurde die Kamtschatka zum Oblast, also einer eigenständigen Verwaltungseinheit unter der Oberhoheit der Beamten in Irkutsk, und bald darauf wurde Reineken abberufen. Nachfolger als Kommandant wurde erneut Kapitän Wassilij Schmalef, in Abhängigkeit von Oberst Koslof Ogurin mit Sitz in Ochotsk. Nach Koslof folgte im Jahre 1799 der Kommandant Oberst Andrei Andrejewitsch Ssomof, ebenfalls mit Dienstsitz in Ochotsk.

## Belehnung mit dem Grothusenshof
Von 1786 bis 1798 war Franz Reineken sodann als Administrator in Irkutsk. Danach zog er zurück nach Livland, wo er nach kaiserlicher Belehnung, noch durch Zar Paul I., mit dem Grothusenshof im Kreis Wenden im Jahre 1801 sein eigenes Herrenhaus bewohnen konnte. Den Grothusenshof hatte bereits zuvor sein gleichnamiger Vater, der Justizbürgermeister Franz Reiniken, ungefähr 1750 nach dem Rückzug aus seinen Ämtern in Wyborg gepachtet (angeblich mithilfe eines Rivalen im Wyborger Stadtrat, der Franz als „effizient und befähigt, aber arrogant und willkürlich“ kritisiert und ihm 3000 Rubel Abfindung für den Rücktritt gezahlt haben soll). Nachdem dort am 10. November 1801 sein jüngster Sohn Michail geboren wurde und kurz darauf seine Ehegattin verstarb, ist Franz Franzewitsch Reineken im Jahr 1802 als Hofrat in Riga tätig gewesen. Später im Jahre 1841 verpfändeten seine Nachfahren das Gut Grothusenshof für 17.445 Silberrubel.